# Асахина, Ясухико
Ясухико Асахина (яп. 朝比奈泰彦 Асахина Ясухико, 1884—1975) — японский лихенолог, пионер в изучении химического состава лишайников.

## Биография
Родился 16 апреля 1881 года старшим сыном в семье самурая. Учился в школах в Токио, Хиросиме и Кумамото, затем — в Токийском университете. В 1905 году окончил Токийский императорский университет, после чего стал ассистентом профессора Юнитиро Симоямы.
В 1906 году женился, однако через год развёлся и в 1909 году женился вновь. В 1909 году Асахина отправился в Цюрих, где учился у Рихарда Вильштеттера, в 1910 году получил степень доктора философии. В 1912 году — в Берлинском университете, по возвращении в Японию стал ассистент-профессором в Токийском университете. С 1918 года работал профессором медицинского училища Токийского университета.
С 1930 года Асахина был академиком, почётным членом Фармацевтического общества Японии. В 1932 году путешествовал по Сахалину, с 1933 — по Тайваню, в 1934 — по Корее. С 1938 года Ясухико Асахина возглавлял Фармацевтическое общество. В 1941 году ушёл с поста профессора, став почётным профессором.
В 1943 году удостоен Ордена Культуры. Скончался в возрасте 94 лет 30 июня 1975 года.

## Род, названный в честь Асахины
- Asahinea W.L.Culb. & C.F.Culb., 1965